# Cryptozophera euzopherella
Cryptozophera euzopherella är en fjärilsart som beskrevs av Émile Louis Ragonot 1889. Cryptozophera euzopherella ingår i släktet Cryptozophera och familjen mott. Inga underarter finns listade i Catalogue of Life.